# 간사이 대학
간사이 대학(일본어: 関西大学 간사이다이가쿠[*], 영어: Kansai University)은 일본 오사카부에 위치한 명문 사립 대학이다. 일본 간사이 지방의 4대 명문 사립 대학인 간칸도리쓰 중 하나이다. 대학의 약칭은 간다이(일본어: 関大). 창립자는 고지마 이켄.

## 개관

### 캠퍼스
남쪽으로는 오사카시가 있고 북쪽으로 오사카 국제공항이 자리 잡고 있는 캠퍼스는 스이타시에 위치해 있다. 캠퍼스들은 오사카시와 교토시로부터 1시간안에 자리 잡고 있다. 제일 오래된 건물은 1928년에 지어진 簡文館이며 캠퍼스의 북쪽에 위치해 있다. 도서관 시설은 총 4개의 도서관에 300만 이상의 장서를 갖추고 있다.

### 심볼마크
상징 동물은 올빼미이고, 상징 색은 보라색 블루이다.

### 교풍
"실학" 또는 "실용적인 학문"을 교육의 기본이념으로 정하고 있으며, 사회에서 바로 활용할 수 있는 학문을 연구한다.
오랜 역사를 통해 이 학교가 배출한 졸업생의 수는 전 세계 50여국에 약 47만 5천명 정도이며, 졸업생은 정치인, 문학자, 경영자, 언론인, 스포츠 선수 등으로서 각 분야에서 활약한다.
유태흥 판사와 이일규 판사 두명의 전 한국대법원장과, 전 대한변호사협회장 김선규등 한국 고위 법조인들을 배출했으며, 김기철 전 국회의원, 박옥규 전 해군 참모총장 역시 유명 동문이다.

### 입학 현황
2025년 졸업예정으로 2020년에 입학하는 학부 신입생의 경우 일반전형(一般試験) 지원자 79,903명중 17.77%인 14,203명이 합격했다.

## 연혁
간사이 대학의 기원은 1886년에 설립된 간사이 법률학교(関西法律学校)이다. 1904년에 전문학교로서 인가되어 1905년에 사립 간사이 대학으로 개칭되었다. 1922년에 대학령에 의한 간사이 대학으로 승격했다.간사이 대학은 일본 명문 대학 중 하나이며, 일본 간사이 지방의 4대 명문 사립 대학인 간칸도리쓰 중 하나이다.

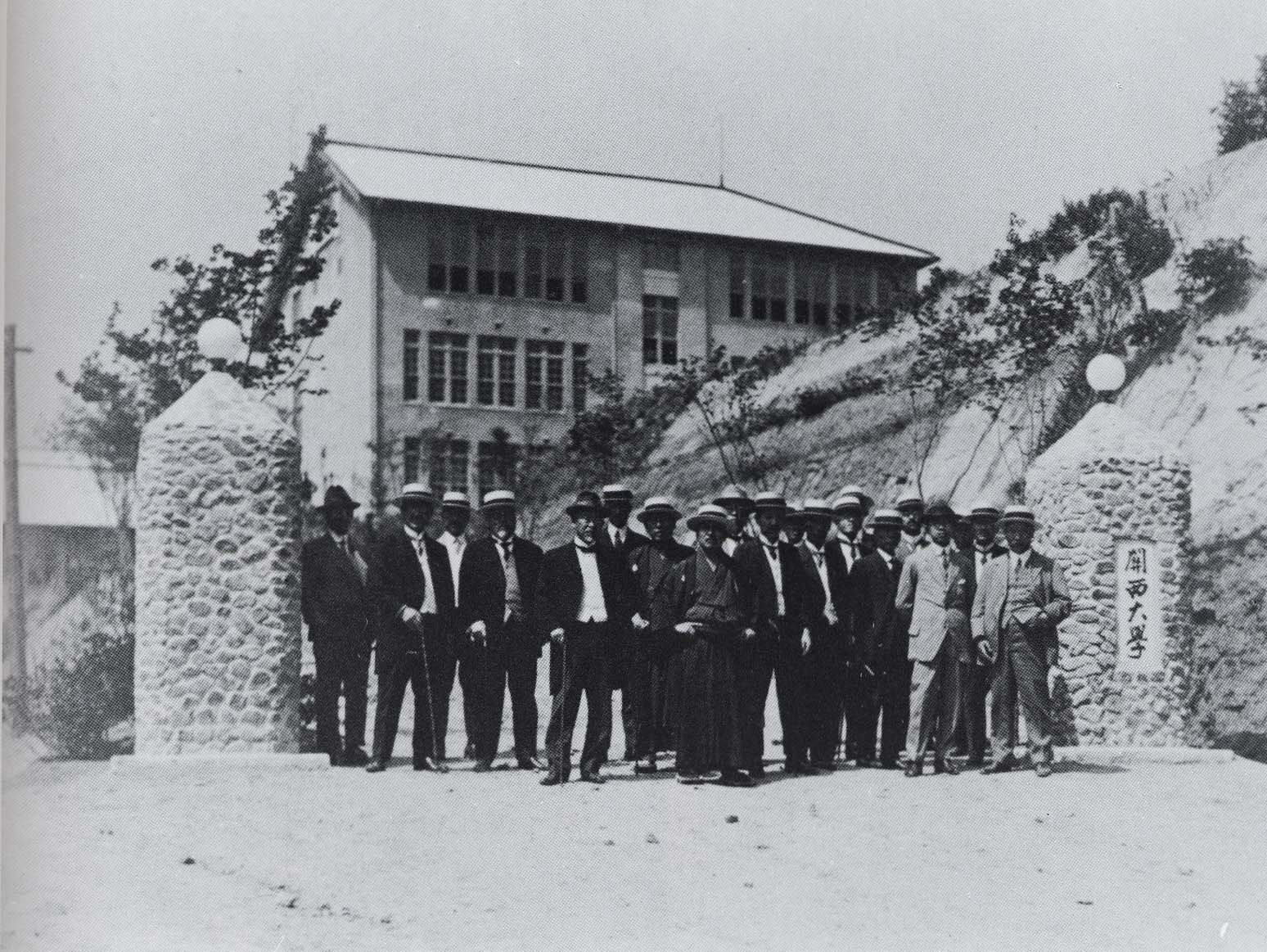
센리야마 캠퍼스(1923년)

- 1886년 : 오사카시 니시구에 칸사이법률학교(関西法律学校)로 창립.
- 1904년 : 전문학교령(専門学校令)에 의해 인가됨.
- 1905년 : 사립 간사이 대학으로 개칭. 대학과, 대학예과, 전문과를 설치.
- 1908년 : 청나라에서 유학생을 받음.
- 1922년 : 현 센리야마(千里山) 캠퍼스로 이전. 대학령에 의한 간사이 대학으로 승격.
학부(법학부, 상학부), 예과, 전문부를 설치.
- 1923년 : 여자 1명을 청강생으로 받아들임
- 1936년 : 개교 50주년 행사 거행.
- 1948년 : 신제(新制) 간사이 대학 발족.
학부: 법학부, 경제학부, 문학부, 상학부.
- 1953년 : 대학원을 개설.
- 1958년 : 공학부를 설치.
- 1967년 : 사회학부를 설치.
- 1986년 : 개교 100주년 행사 거행.
- 1994년 : 다카쓰키(高槻) 캠퍼스에 종합정보학부를 설치.
- 2004년 : 법과대학원을 설치.
- 2007년 : 정책창조학부를 설치. 공학부를 개조: 시스템 이공학부, 환경도시공학부, 화학생명공학부.
- 2008년 : 와세다 대학과의 학술 교류 협정을 체결함.
- 2010년 : 사회안전학부, 인간건강학부 설치.
- 2016년 : 대학 설립 130주년 행사 거행.

## 현황
2022년 현재 13학부와 16연구과(대학원)를 설치하고 있다.

### 구성원
- 학부 28,648명
- 석사과정 1,381명 (법과대학원을 포함)
- 박사과정 306명
- 대학인원 총 30,452명[9]

### 타 대학과의 라이벌 의식
대한민국의 연세대학교와 고려대학교와의 관계와 같이 전통적으로 간세이 가쿠인 대학 라이벌 관계를 형성하고 있다. 때문에 대한민국의 연고전 혹은 고연전과 같은 양교간의 교류 증직을 위한 스포츠 정기전인 ‘간간센’(関関戰)을 매년 정기적으로 하고 있다. 간사이 대학(関西大學)의 앞 글자인 ‘関’(간)자와 간세이 가쿠인 대학(関西學院大學)의 ‘関’(간)자를 따서 ‘関関戰’이라 쓰고, ‘간간센’ 이라고 읽는다.

## 캠퍼스
- 센리야마(千里山) 캠퍼스: 대학 본부 캠퍼스.
오사카부 스이타시 야마테정(山手町) 3-3-35.
- 다카쓰키(高槻) 캠퍼스: 종합정보학부 캠퍼스.
오사카부 다카쓰키시 료센지정(靈仙寺町) 2-2-1.
- 다카쓰키 뮤즈 캠퍼스: 사회안전학부 캠퍼스.
오사카부 다카쓰키시 하쿠바이정(白梅町) 7-1.
- 사카이 캠퍼스: 인간건강학부 캠퍼스.
오사카부 사카이시 가오리가오카정(香ヶ丘町) 1-11-1.

## 갤러리

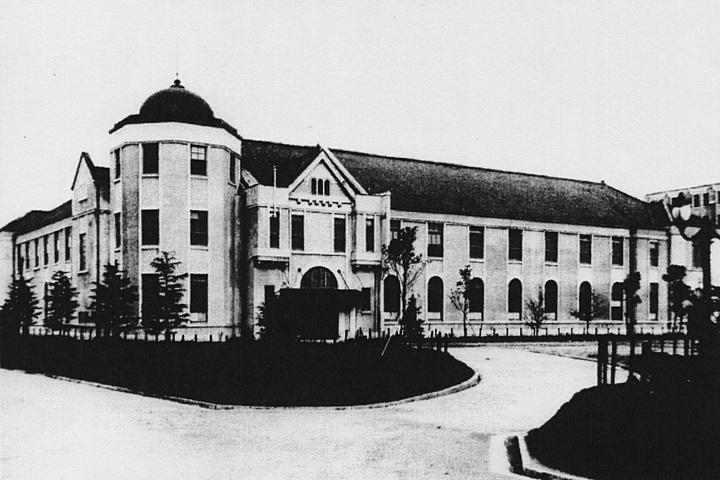
대학 본관(1927년)
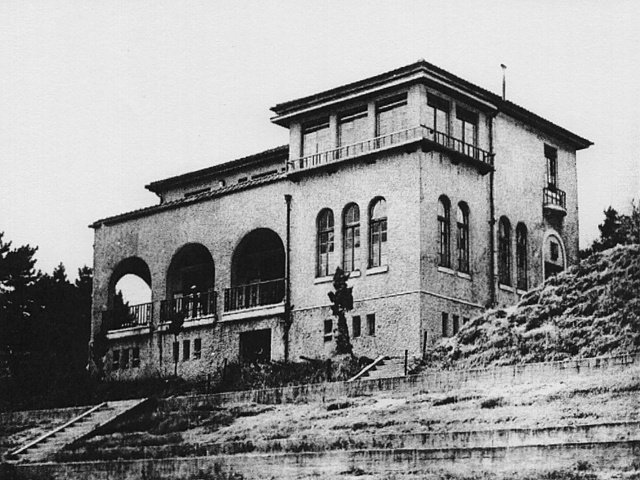
클럽 하우스(1926년)
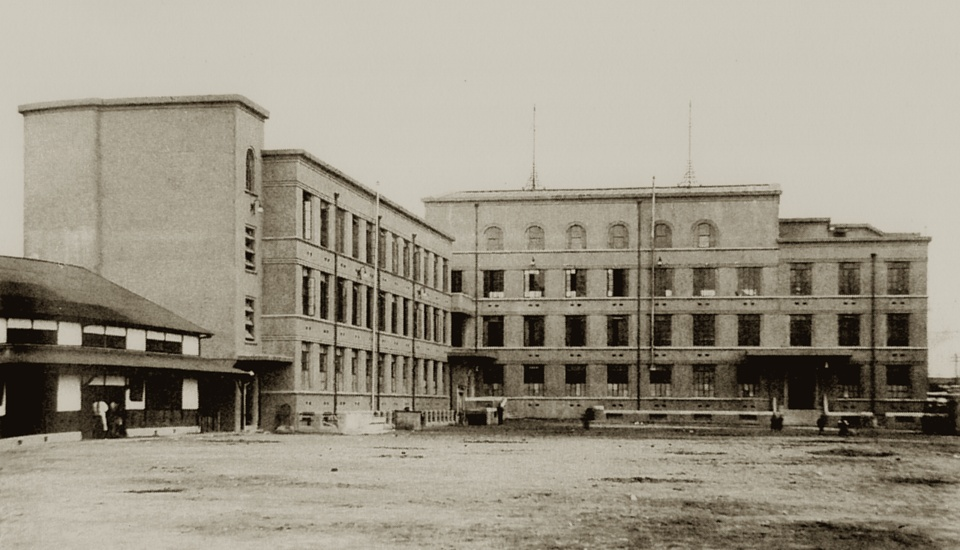
법학부(1929년)
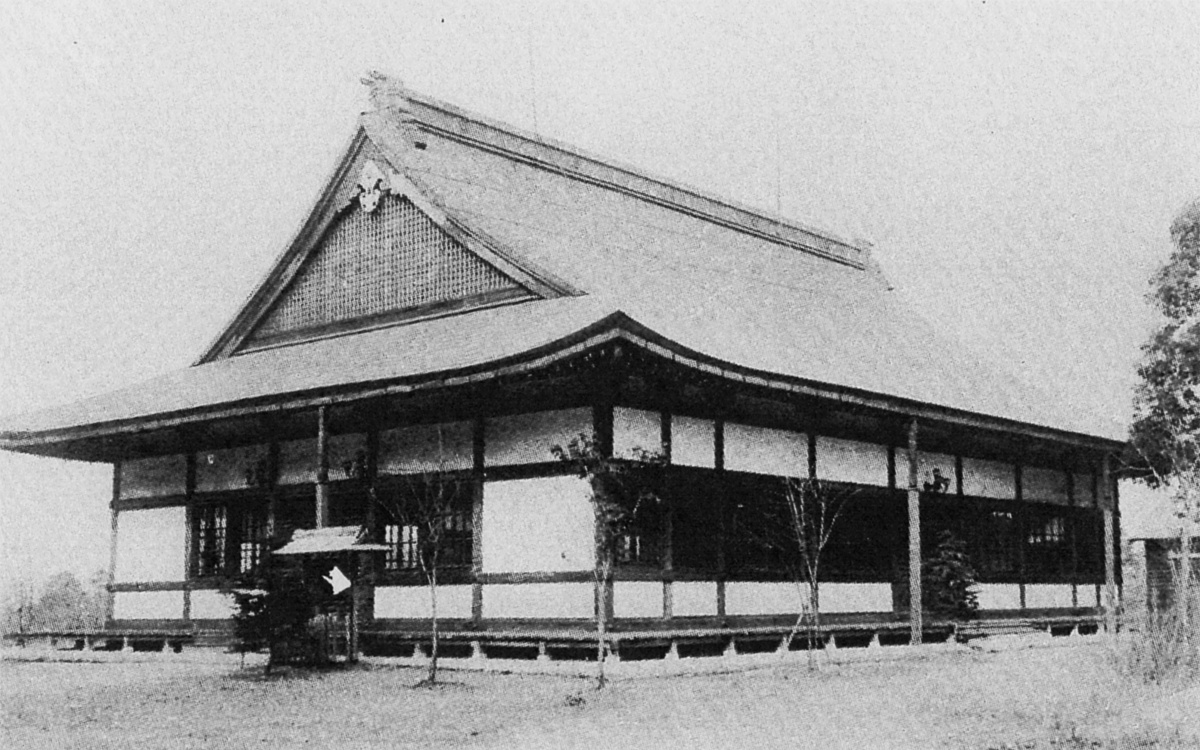
무덕전(1932년)
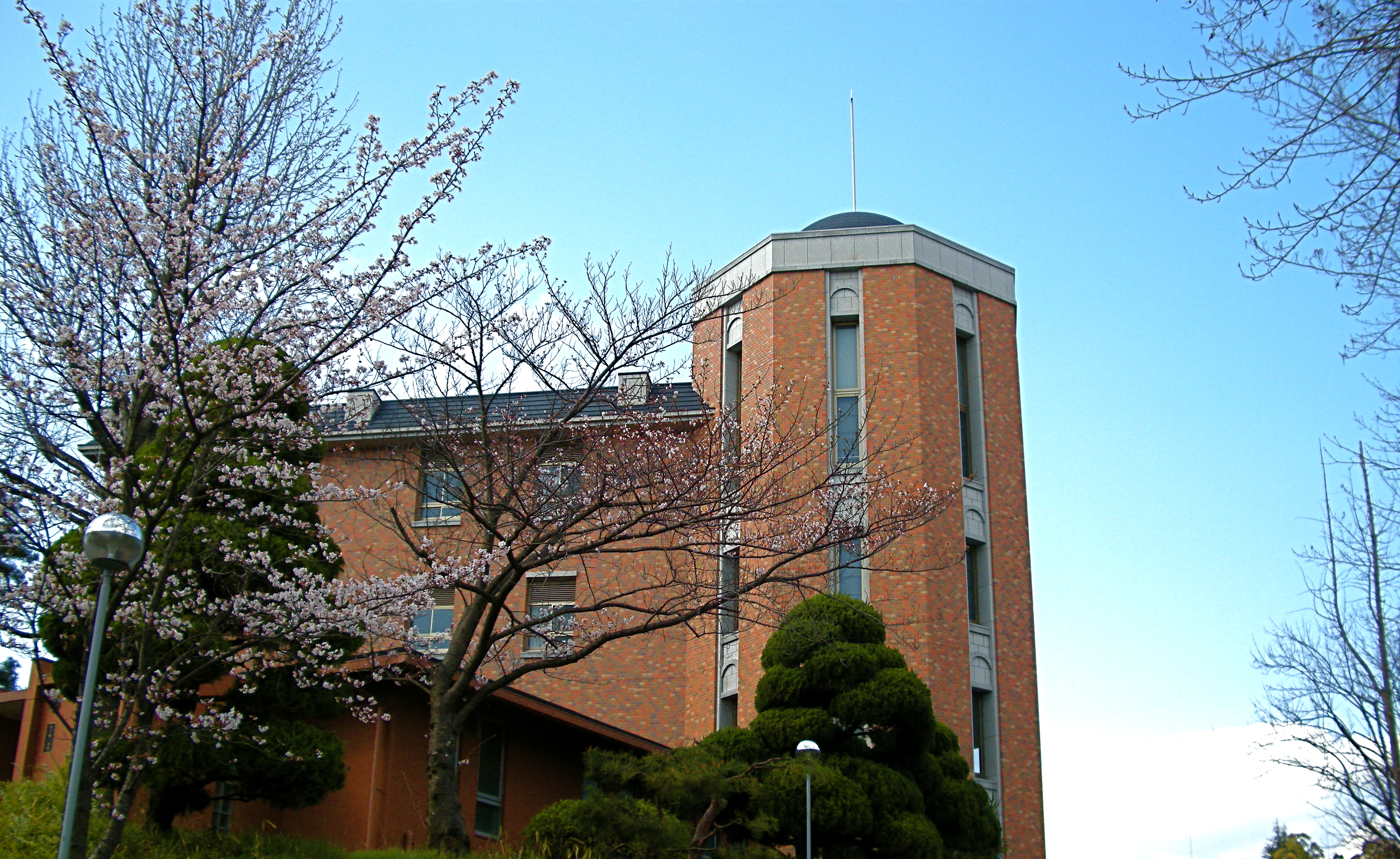
법학전문대학원(2003년)
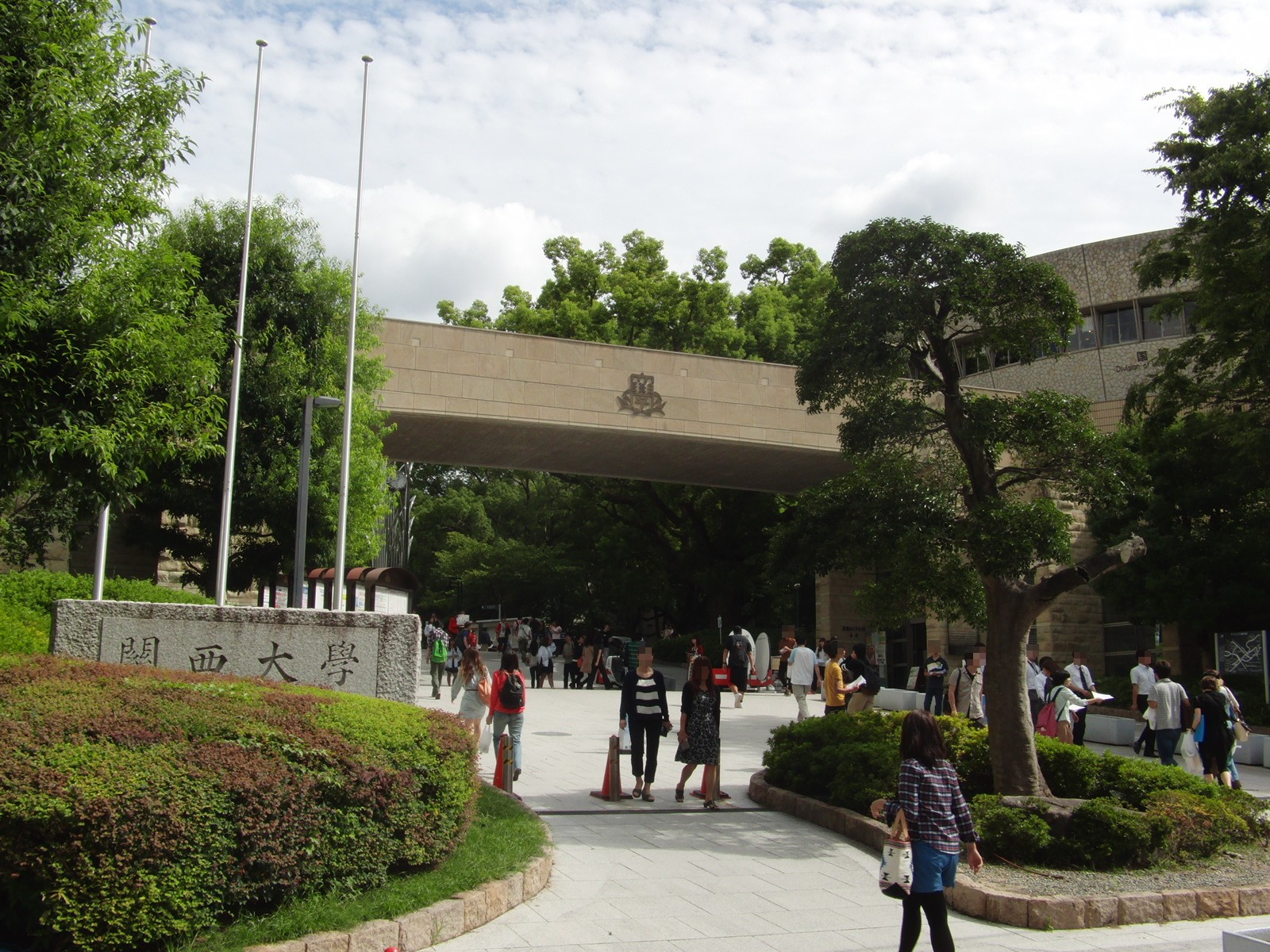
정문(1996년)
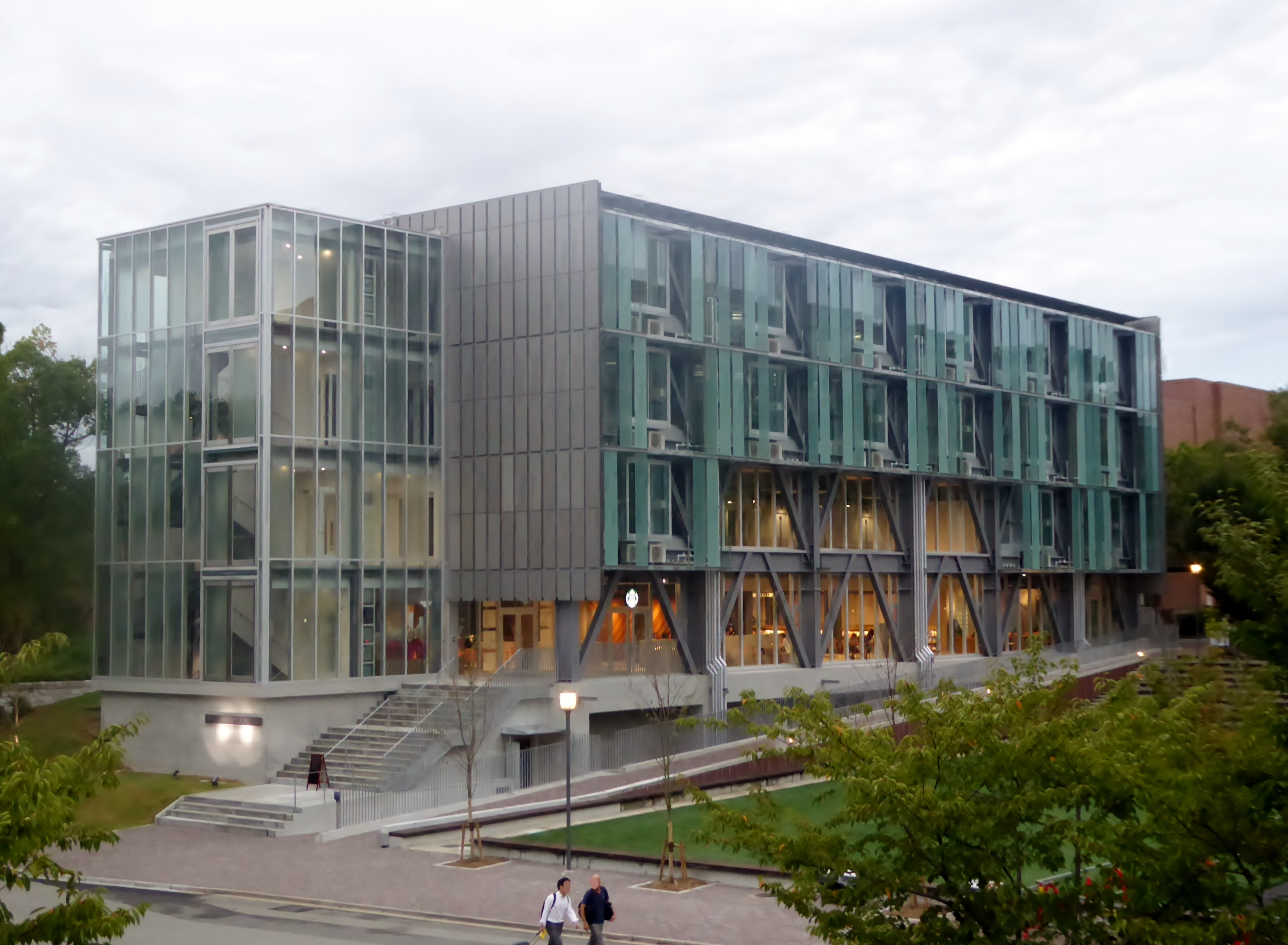
혁신과 창의성을 위한 센터(2016년)
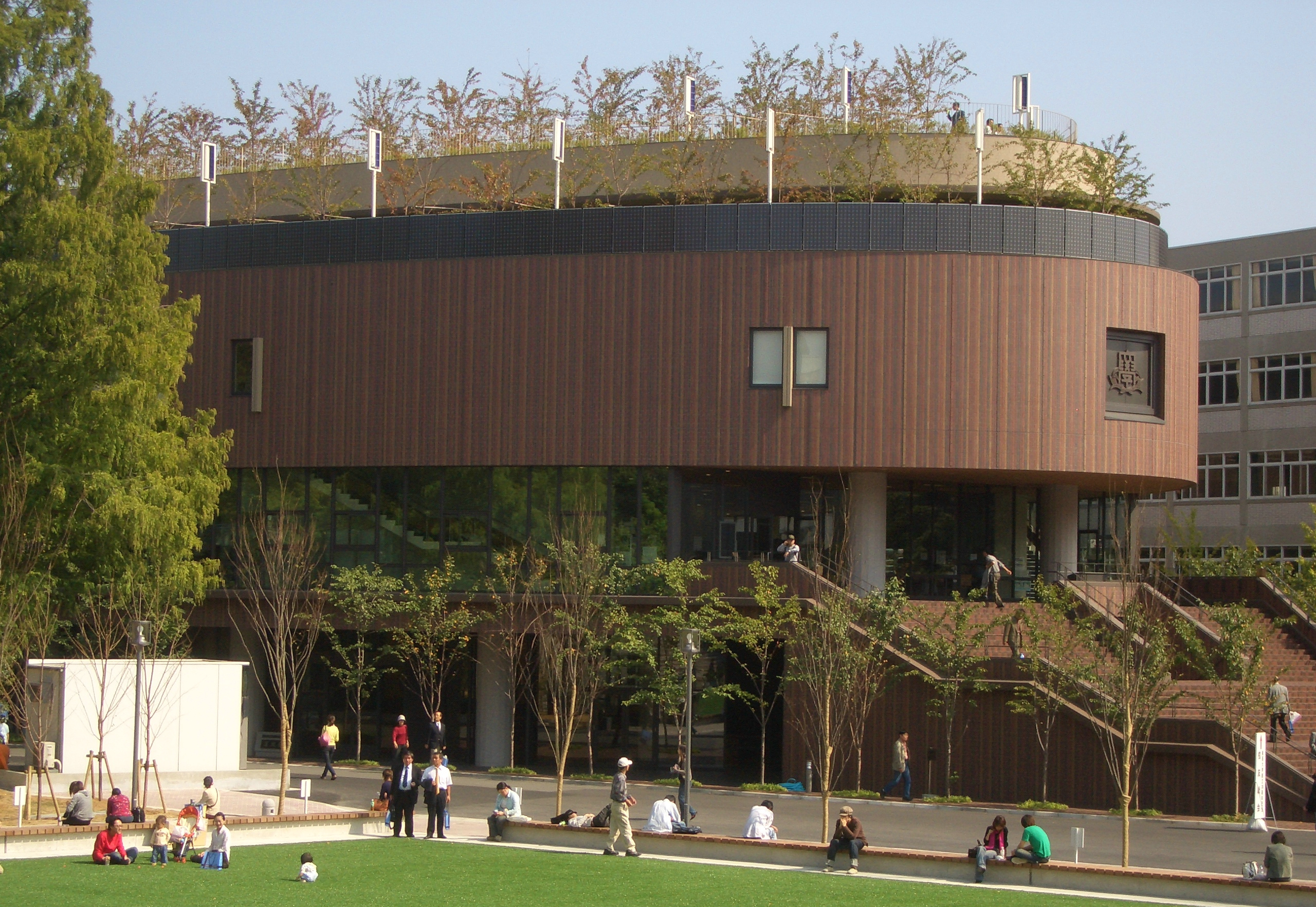
린푸관(凛風館)(2006년)

## 조직
| - 법학부 - 문학부 - 경제학부 - 상학부 - 사회학부 - 정책창조학부 - 외국어학부 - 인간건강학부 - 종합정보학부 - 사회안전학부 - 시스템이공학부 - 환경도시공학부 - 화학생명공학부 | - 법학 연구과 - 문학 연구과 - 경제학 연구과 - 상학 연구과 - 종합정보학 연구과 - 이공학 연구과 - 외국어교육학 연구과 - 심리학 연구과 - 사회안전 연구과 (석사과정) - 법과대학원 - 회계 전문직 대학원 - 임상심리 전문직 대학원 | - 종합 도서관 - 동서학술 연구소 - 경제·정치 연구소 - Socionetwork 전략 연구 기구(機構) - 첨단과학기술 추진 기구 - 법학 연구소 - 인권 문제 연구실 - 간사이 대학 박물관 - 일본·EU 연구 센터 |

## 대외 관계

### 한국 대학 · 연구 기관과의 관계
- 한양대학교(1997년)
- 동아대학교(2005년)
- 고려대학교(2006년)
- 한국외국어대학교(2013년)
- 경희대학교(2015년)

## 학교 동문
- 간사이대학동창회: 간사이 대학는 설립과 개교 이래로 학계, 법조계, 정계, 재계, 교육계, 언론계, 문화예술계, 의료계 등 사회 다방면에 걸쳐 많은 인재를 배출하였고 40만 동문을 보유하였다.

널리 알려진 사람으로는 제8대 대한민국의 대법원장 유태흥, 제10대 대한민국의 대법원장 이일규, 제19대 법무부차관을 김선, 대한민국 제2대 해군참모총장 박옥규, 제3 군단장을 오덕준, 대한민국 육군 및 대한민국 공군의 창설자 김영환, 정치인 김기철, 소설가 김석범, 전 피겨 스케이팅 선수 김채화, 서울대학교 교수 조규갑, 전 짐바브웨 대통령 카난 바나나, 파나소닉홀딩스 CEO 오츠보 후미오, 코나미 설립자 고즈키 카게마사등이 있다.

## 같이 보기
- 일본의 대학 목록
- 사립 대학
- 간다이마에역